# Aux deux colombes
Pour plus de détails, voir Fiche technique et Distribution.
Aux deux colombes est un film français en noir et blanc, écrit et réalisé en 1949 par Sacha Guitry d'après sa pièce éponyme Aux deux colombes, et porté à l'écran dans sa distribution d'origine.

## Synopsis
Maître Jean-Pierre Walter reçoit un mystérieux coup de téléphone émanant d'une femme l'informant qu'il va avoir une grosse surprise dans la journée, sans autre précision. Cette communication va déclencher quelques échanges aigres-doux avec son épouse  Marie-Thérèse. Cette dernière sortie, la « surprise » entre dans l'appartement : il s'agit de Marie-Jeanne, sa première femme, sœur de Marie-Thérèse, que l'on croyait disparue depuis plusieurs années dans l’incendie d'un cinéma en Amérique du sud.

## Fiche technique
- Titre : Aux deux colombes
- Réalisation : Sacha Guitry
- Scénario, adaptation et dialogues : Sacha Guitry
- Décor : Louis Le Barbenchon
- Photographie : Noël Ramettre
- Musique : Louiguy
- Son : René-Christian Forget
- Montage : Gabriel Rongier
- Production : André Roy (Roy Films)
- Format : Son mono - Noir et blanc - 35 mm  - 1,37:1
- Genre :  Comédie
- Durée : 95 minutes
- Date de sortie : 
  - France - 27 juillet 1949

## Distribution
- Sacha Guitry : Maître Jean-Pierre Walter
- Suzanne Dantès : Marie-Thérèse, sa femme actuelle
- Marguerite Pierry : Marie-Jeanne, sa première femme, sœur de Marie-Thérèse
- Pauline Carton : Angèle, sa bonne
- Robert Seller : Charles, son valet
- Lana Marconi : la grande-duchesse Christine
- Raymond Peynet : le dessinateur aux colombes

## Autour du film
L'actrice d'origine roumaine Lana Marconi était l'épouse (la cinquième et dernière) de Sacha Guitry au moment du tournage.